# Praça do Patriarca
A Praça do Patriarca é um logradouro situado no Centro Histórico da cidade brasileira de São Paulo.
A praça está situada no histórico distrito da Sé e é uma das praças mais antigas da cidade. A sua denominação homenageia o "Patriarca da Independência", José Bonifácio de Andrada e Silva. Apesar de fazer parte do Plano Bouvard de 1911 , e as primeiras desapropriações ocorrerem em 1913, o processo de abertura da praça ficou parado  devido o estabelecimento de outras prioridades e a ocorrência de dificuldades financeiras fizeram com que as desapropriações só fossem retomadas em 1920.  As últimas desapropriações foram autorizadas em 1 de abril de 1922. Construída em 1922 com a demolição de antigos casarões localizados entre a Ruas São Bento e Líbero Badaró, na continuidade das Ruas Direita e da Quitanda, lembrando que esta última terminava na Rua São Bento, não a cruzava. Foi inaugurada oficialmente em 13 de janeiro de 1926 com a instalação do Lampadário no centro da Praça, projetado por Ramos de Azevedo. 
A praça dá acesso a importantes pontos do Centro da cidade, como: Vale do Anhangabaú, Viaduto do Chá, Rua Líbero Badaró, Rua Direita, Rua São Bento, Rua da Quitanda, Rua XV de Novembro, dentre outros. Na esquina com a Ladeira Dr. Falcão, se encontra a sede da Prefeitura Municipal de São Paulo instalada no Edifício Matarazzo. Na região se localiza o prédio do Othon Palace Hotel, e o Edifício Barão de Iguape, o Edifício Sampaio Moreira entre outros tantos. A Igreja de Santo Antônio, que é considerada a Igreja mais antiga do centro, está na praça.

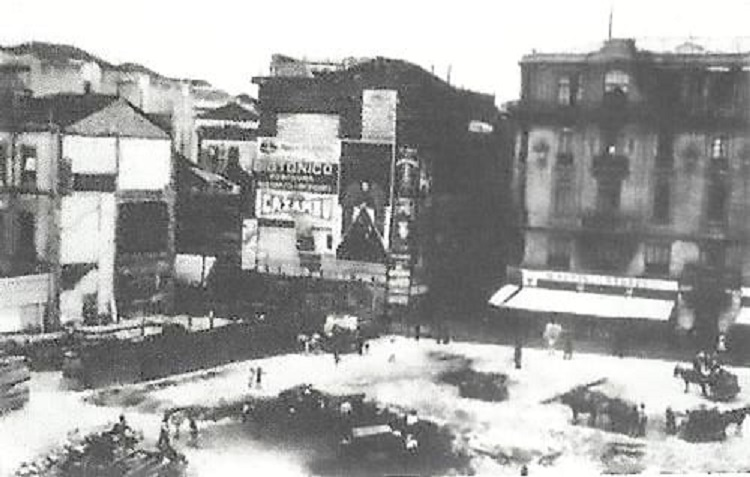
Praça do Patriarca em abril de 1922 com a retirada de entulhos após demolição, vemos o Prédio do Mappin ainda interditado semanas após o incêndio de 20 de janeiro de 1922

## História

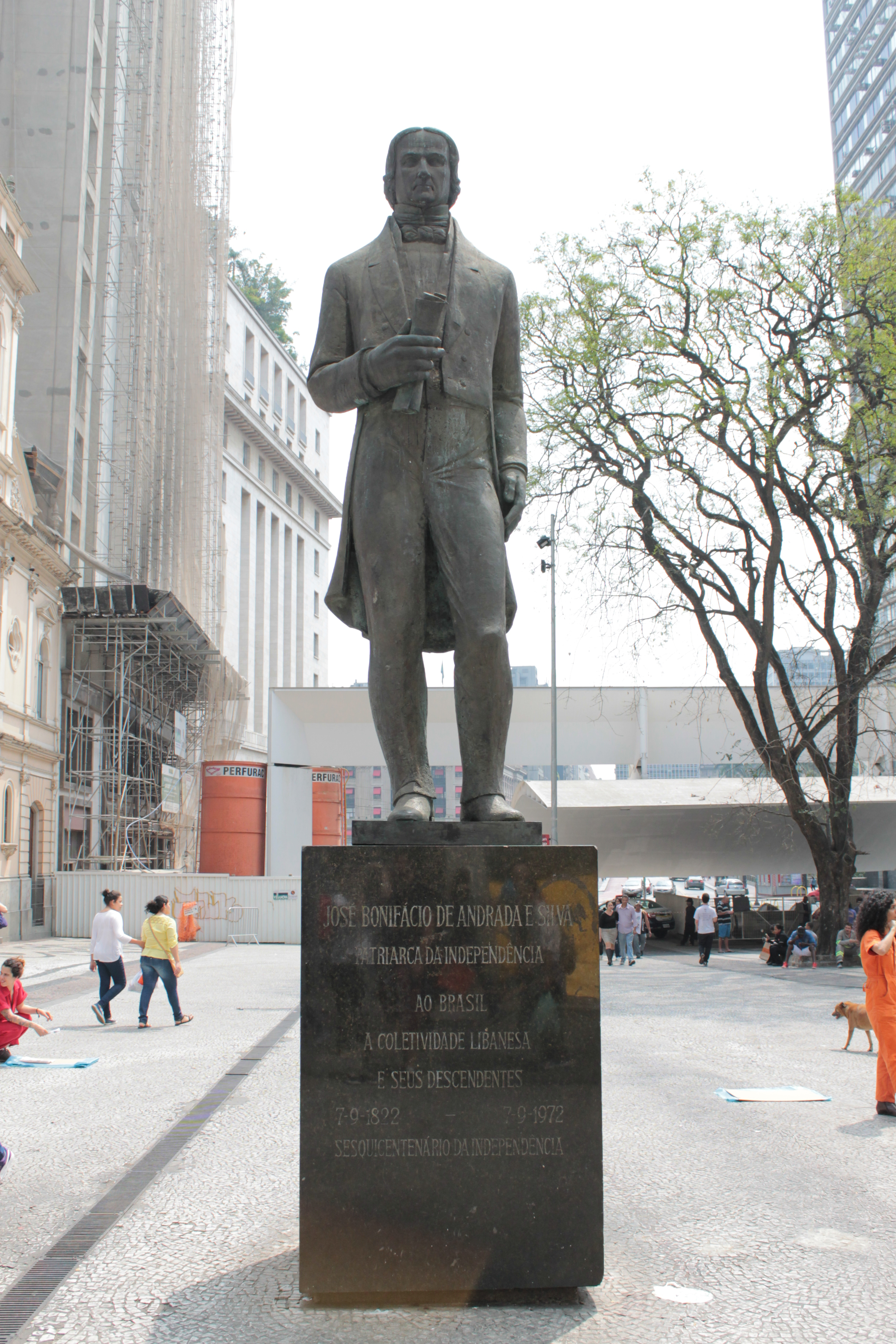
Monumento ao Patriarca José Bonifácio

O Centro Histórico de São Paulo concentra o maior número de patrimônios tombados da cidade. São 910 exemplares em uma área de 4,4 km² nos distritos municipais da Sé e República, em que grande parte dessas construções aconteceram a partir de 1900.
O surgimento da Praça do Patriarca se dá a partir da expansão do centro da cidade de São Paulo, com a travessia do Vale do Anhangabaú a partir do Triângulo Histórico (cujos vértices são o Mosteiro de São Bento, a Igreja de São Francisco e a Igreja da Ordem Terceira do Carmo).
Até o início do século XIX, as ruas concentravam o comércio, a rede bancária e os principais serviços de São Paulo. Com a expansão da lavoura cafeeira, a cidade passou por transformações econômicas e sociais que refletiram na expansão da área urbana para além do perímetro do triângulo.
São Paulo cresce e recebe muitos melhoramentos urbanos como calçamento, praças, viadutos, parques, trens, bondes, eletricidade, telefone, automóvel, e os primeiros arranha-céus..
Anteriormente , a construção do Viaduto do Chá, projeto do arquiteto Jules Martins, em 1892 promoveu a ligação do "centro velho" com a "cidade nova. A partir da expansão da cidade para além do Anhangabaú, o Vale tornou-se um obstáculo geográfico e uma dificuldade para o deslocamento. Em 1911, o projeto do arquiteto francês Joseph Antoine Bouvard previa melhorias urbanas no centro da cidade e integração entre os espaços.
A Lei Municipal n° 1473, de 9 de novembro de 1911, decretou a utilidade pública de vários prédios para a abertura da Praça de Santo Antonio., nome original no Projeto Bouvard,  Algumas desapropriações chegaram a ser feitas, baseadas na Lei Municipal nº 1661, de 10 de março de 1913. Mas o estabelecimento de outras prioridades e a ocorrência de dificuldades financeiras fizeram com que as desapropriações só fossem retomadas em 1922 no Governo do Prefeito Firmiano de Morais Pinto (15 de janeiro de 1920 a 14 de janeiro de 1926). Veja o teor do parecer da Comissão de Justiça e Finanças de 1 de abril de 1922:
“Abertura da Praça do Patriarcha José Bonifácio em 1922. A Commissão de Justiça e Finanças do Município de São Paulo, tendo em vista a necessidade de demolição de imóveis para abertura da Praça do Patriarcha José Bonifácio  indica em 1 de Abril de 1922 o accordo, pelo que propõen seguinte projecto de Lei:
A Camara Municipal decreta:
Art. 1.0 - É approvado o accordo feito pela Municipalidade de São Paulo com Dona. Maria Aldina de Araujo Ribeiro Machado, para a acquisição ão predio ns. 23 a 23-E e respectlvos terrenos da rua de São Bento, de sua propriedade, pelo preço de 1.250:000$000, constante do termo assignado na Prefeitura Municipal, em 20 de março de 1922.
Art. 2.0 -A despesa com essa acquisição correrá por conta do débito do ultimo emprestimo americano.
Art. 3.0 Revogam-se as disposições em contrario
Sala das Commissões São Paulo 1 de abril do 1922.
R. Amaral Gurgel, Armando Prado, Antônio Baptista da Costa, Almerindo M. Gonçalves, Mario do Amaral “

## Praça do Patriarcha José Bonifácio, primeira denominação
No dia 22 de abril de 1922 , o Presidente da Câmara Municipal Raymundo Duprat assina a Lei nº 2475 que denomina Praça do Patriarcha José Bonifácio a praça fronteira ao Viaduto do Chá, entre as Ruas São Bento , Direita e Líbero Badaró e o prolongamento da Rua da Quitanda, lembrando que esta rua terminava na Rua São Bento, não a cruzava.  A praça foi aberta nos mesmos dias em que passou a ter recebido o nome oficial junto ao centro comercial mais moderno da época, com a presença da loja de departamentos Mappin Stores, Grand Hotel de La Rotisserie Sportsman, e  tempos depois mudaria para o novo Prédio na esquina da Rua da Quitanda a Casa Fretin , relojoaria e ótica fundada em 1885 pôr Louis Fretin, na rua São Bento, uma referência em equipamentos médicos, de laboratório e engenharia na época.
O primeiro traçado da Praça foi projetada por Rudge Ramos, por indicação de Raymundo Duprat, Presidente da Câmara Municipal.￼A

A inauguração oficial da Praça do Patriarca aconteceu com a instalação no dia 13 de janeiro de 1926 do monumento projetado pelos Escritórios de Arquitetura Ramos de Azevedo no centro da nova Praça. Batizado de Lampadário era composta de 4 luminárias para clarear o logradouro. Um dia antes do Prefeito Firmiano de Morais Pinto terminar o mandato. O Lampadário erroneamente foi chamado de Coluna Rostral, porém são algos completamente distintos.
As melhorias do Anhangabaú, com o Viaduto do Chá e o Parque de Bovard arrematavam construções imponentes, como o Teatro Municipal. Em 1929, em visita a São Paulo, o arquiteto francês Le Corbusier esboçou um importante projeto para a cidade. É contemporâneo a esse projeto o Plano de Avenidas para São Paulo, elaborado por Prestes Maia e Ulhôa Cintra, publicado em 1930.
Tratava-se de um plano abrangente, que foi implantado em grande parte e é o principal projeto responsável pela atual feição da cidade de São Paulo, não tanto pela sua arquitetura, mas pela sua lógica e avenidas. Foi através dele que Prestes Maia impôs uma centralidade à cidade.

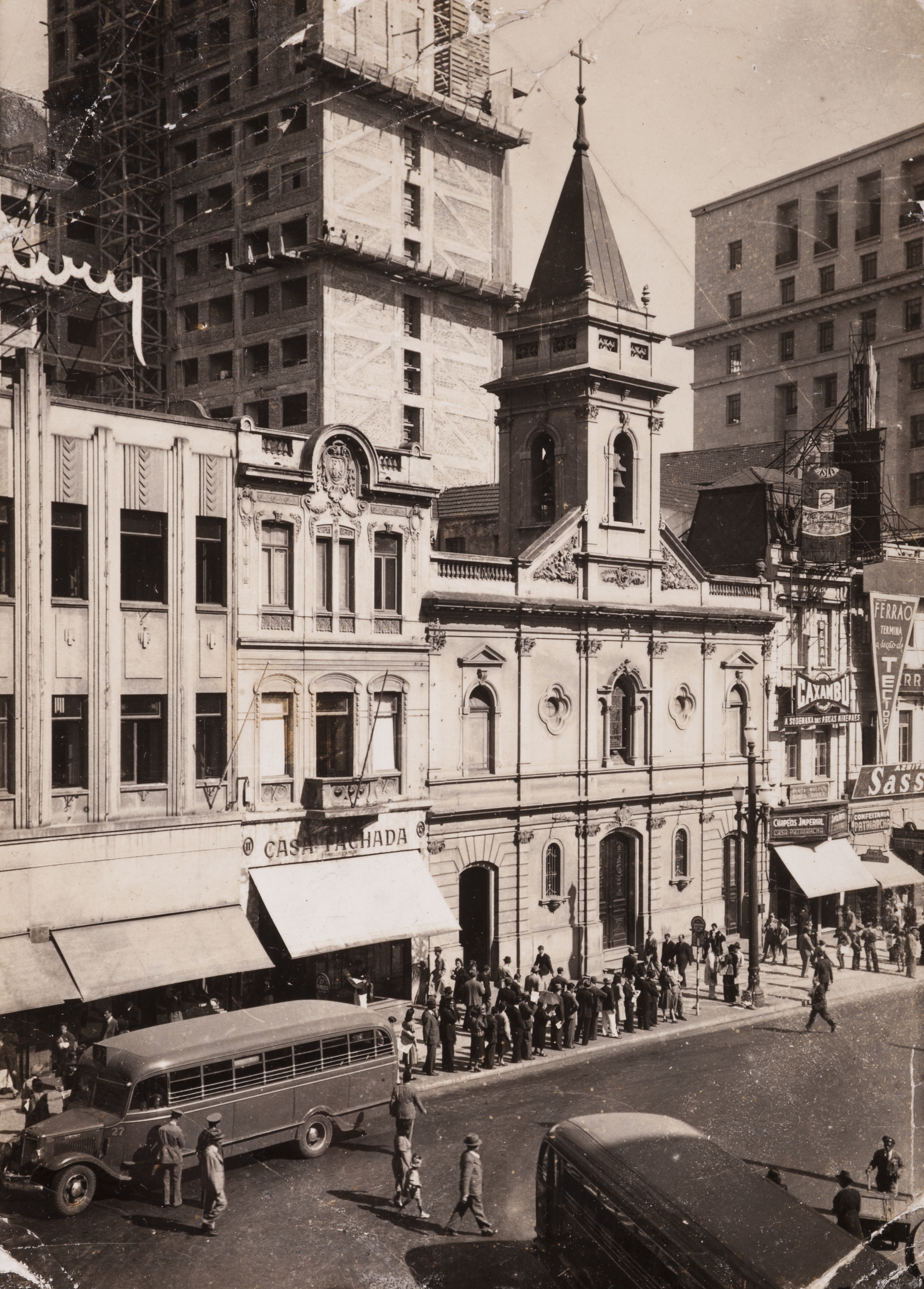
Praça do Patriarca meados do século XX.

No início dos anos 90, o processo de abandono e deterioração do Centro de São Paulo atingiu seu auge. Nesta ocasião um grupo de empresários, em maioria representantes do setor financeiro se uniram a representantes de vários setores da sociedade e fundaram a Associação Viva o Centro, com o objetivo de reverter este quadro de degradação do patrimônio histórico de São Paulo.
O grupo técnico da Associação elaborou o documento denominado “O Coração da Cidade”, que posteriormente foi entregue à Prefeitura de São Paulo. Este documento serviu como base para uma série propostas e decretos municipais , apresentando um diagnóstico das principais possíveis causas de deterioramento e soluções consideradas fundamentais para a reversão do processo, como por exemplo: a deterioração ambiental e paisagística; a dificuldade de acesso, circulação e estacionamento; a obsolescência e insuficiência do estoque imobiliário e a deficiência da segurança pessoal e patrimonial. O resultado foi a abertura do processo de tombamento de perímetro referente ao Parque do Anhangabaú, em abril de 1991.
Entre os projetos, apresentava: Fachadas do Centro; Plano de incentivo à Cultura, Lazer e Turismo; Plano de revisão da ocupação e utilização do espaço público; Projeto Centro Acessível e o Projeto Patriarca, que englobava o Pórtico, e Praça e Galeria.

## Características arquitetônicas

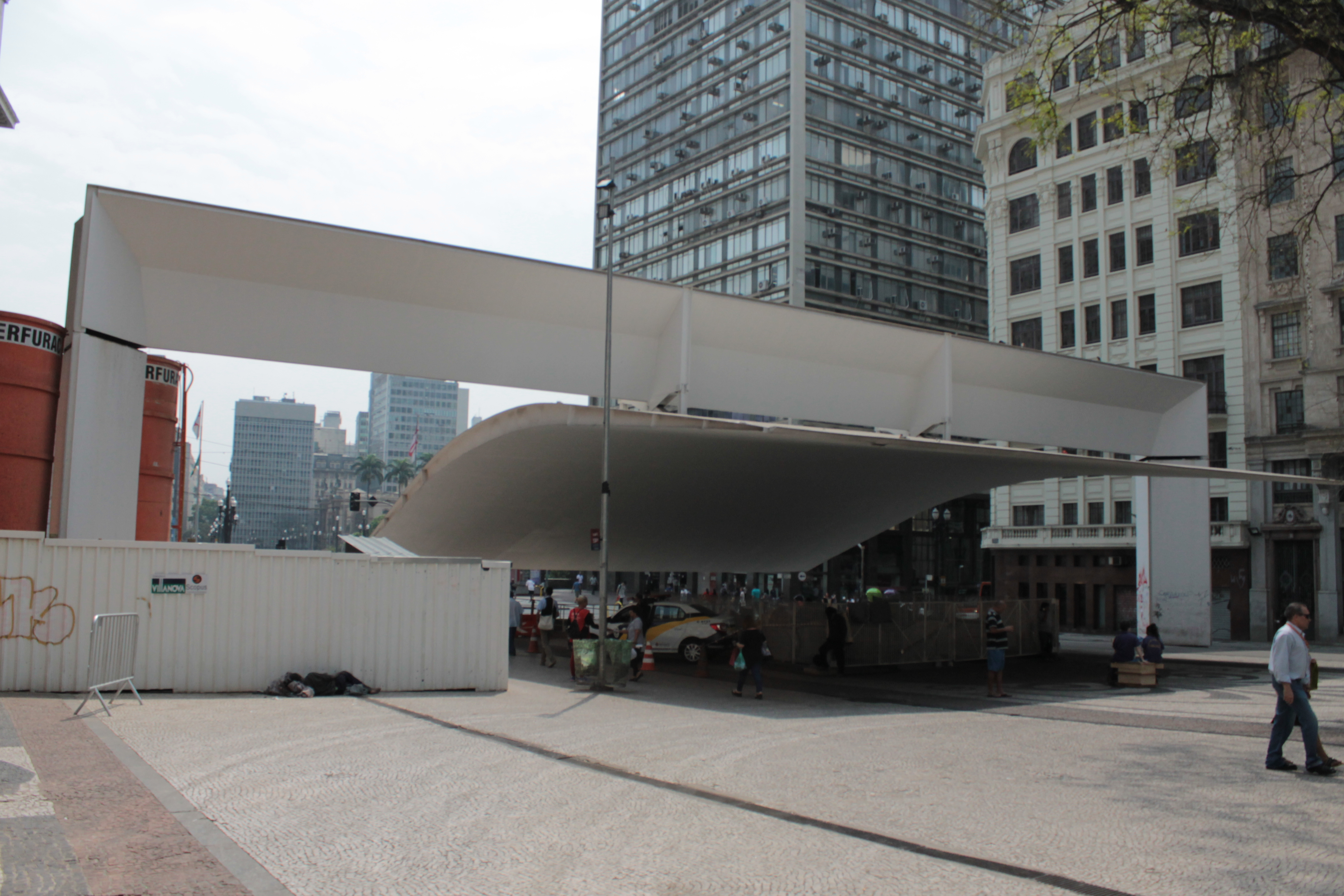
Vista da entrada para a Galeria Prestes Maia

A iniciativa da Associação Viva o Centro levou à implantação de um pórtico projetado pelo arquiteto Paulo Mendes da Rocha, marcando a reurbanização da praça, que fora ocupada pelo trânsito e havia se transformado num terminal de ônibus. Um lugar onde as pessoas já não paravam mais e que com a reforma ganhou novas funções, recuperando seu sentido na cidade.
Com a retirada dos ônibus, o amplo espaço existente foi designado aos pedestres, que conseguem acessar a praça por seis diferentes vias, e ganhou um piso de mosaico para delimitar a área. O arabesco de mosaico português existente foi reconstituído, com o auxílio de montagens de fotos, e cortado em uma das laterais por uma baia para veículos (carga e descarga, táxis e ônibus turísticos, entre outros).
Outro elemento significativo no projeto do arquiteto Paulo Mendes Rocha é a cobertura metálica com 40 metros de vão, demarcando os limites entre o centro velho e novo, do interior ao exterior da Galeria Prestes Maia. A estrutura da cobertura se assemelha a uma asa de avião recoberta por chapas metálicas com dois pontos de apoio assimétricos. Na parte mais baixa, uma calha capta águas pluviais.

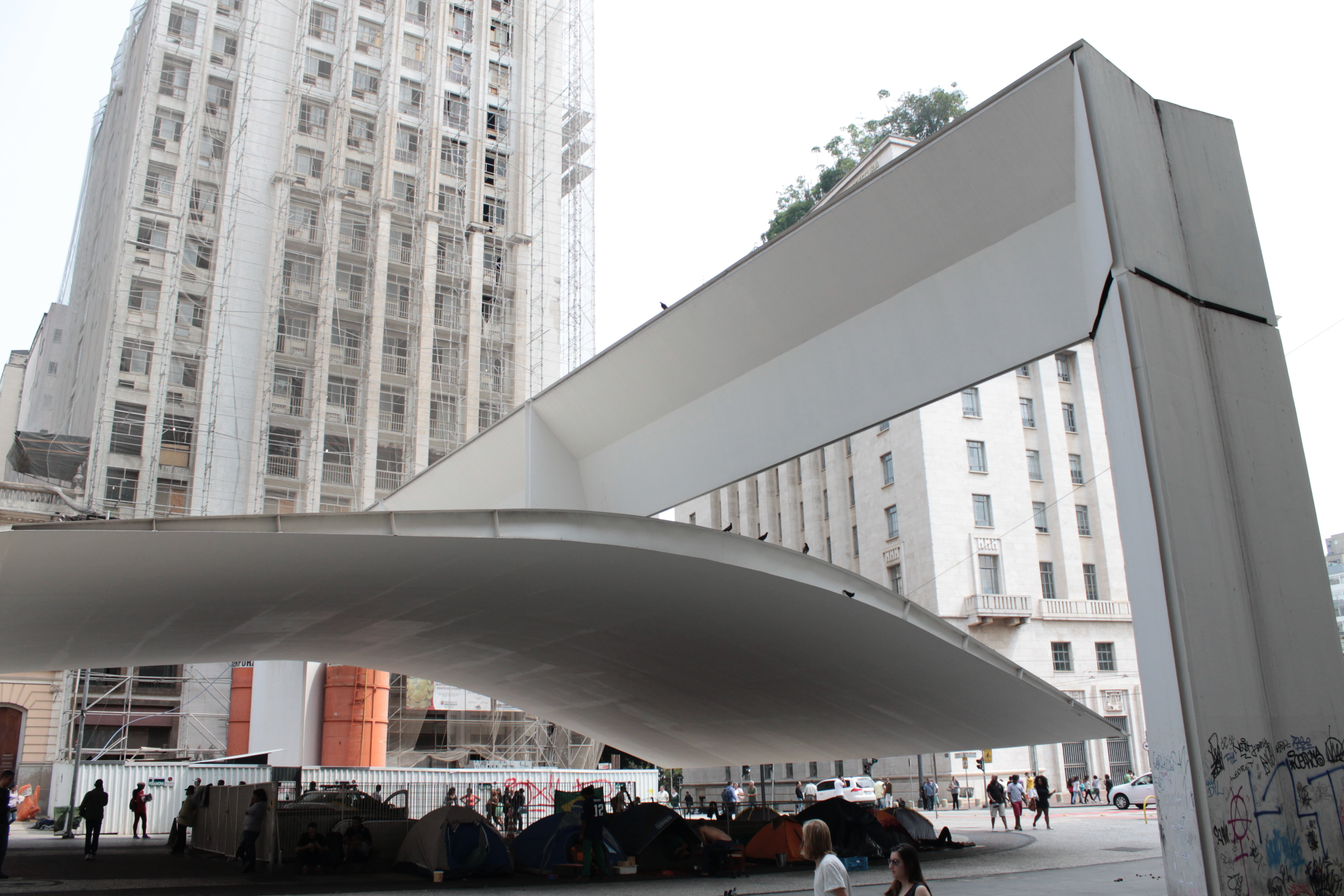
Detalhe do pórtico

A reforma da Praça do Patriarca levou, ao todo, nove meses para ficar pronta. As fundações, do tipo radier (tipo de fundação que distribui toda a carga da edificação de maneira uniforme no terreno), foram situadas fora dos limites da galeria subterrânea, com cuidado para não atingir tubulações de água, luz, gás e telefone. Depois, foi montado o pórtico e, em seguida, içada a cobertura metálica.
Na parte interna da galeria, Mendes Rocha implantou a instalação de peças de diversos museus da cidade de São Paulo em vitrines, possibilitando o contato de transeuntes com obras de arte. O MASP (Museu de Arte de São Paulo) já mantém, ali, um espaço.
A Praça também abriga a escultura de José Bonifácio, o Patriarca da Independência. A peça foi criada em 1972  por Alfredo Ceschiatti (1918-1989), destacado artista plástico brasileiro, com o incentivo da comunidade libanesa de São Paulo, em comissão formada por figuras como então ex-prefeito Paulo Maluf (1969-1971) e o engenheiro Miguel Badra.

## Significado histórico e cultural
A Divisão de Preservação do Departamento do Patrimônio Histórico vem executando de modo contínuo, desde 1983, o Inventário Geral do Patrimônio Ambiental, Cultural e Urbano da Cidade de São Paulo (IGEPAC-SP), com o objetivo, entre outros, de selecionar manchas que contenham bens dignos de serem preservados para a apreciação do CONPRESP.
De acordo com a metodologia adotada, a cidade é dividida em áreas que apresentam certa homogeneidade, tanto em suas características físicas e sua formação histórica, quanto no que se refere à sua utilização. Dessa forma, o Centro Velho foi a primeira região a ser estudada, por concentrar uma vasta quantidade de bens históricos.
Ao redor da Praça do Patriarca, estão edifícios importantes da história da capital, como a sede da Prefeitura de São Paulo (instalada no Edifício Matarazzo), o Othon Palace Hotel (um dos mais famosos hotéis do centro histórico e que encerrou suas atividades em 2008) e a Igreja de Santo Antônio, a mais antiga igreja remanescente da cidade, tendo sido fundada nas últimas décadas do século XVI.
A iniciativa de revitalização e preservação do chamado “Coração da Cidade”, promovida pela Associação Viva Centro levou em conta o espaço como um patrimônio cultural, apoiando-se fortemente nas características histórico-culturais do traçado urbano, dos espaços públicos e da edificação do Centro.
Ao contrário do que se imaginava no início do processo, a opção pelo tombamento não visa “congelar” a área, mas sim direcionar sua ocupação no sentido a valorizar os poucos monumentos representativos das diversas fases de sua história ainda remanescentes.
Ao projetar a escultura, Cheschiatti deu ao monumento uma postura clássica ao homenageado. Feita em bronze, a estátua tem cerca de 3,50 metros de altura e pesa cerca de três toneladas. A base que sustenta a escultura é de feita de raro granito verde, originário de Ubatuba, e tem quase dois metros de altura.
Em sua reforma, Mendes Rocha recolocou a estátua em ponto estratégico da praça, na extremidade próxima às ruas Direita e São Bento, alinhada com o eixo do viaduto do Chá e enquadrada em uma das laterais do pórtico metálico.
| “ | Cada pedaço da cidade tem muitas histórias, que não aparecem num olhar à primeira vista. Talvez o Vale do Anhangabaú seja um bom exemplo. As transformações por que passou revelam diferentes visões sobre a cidade, diversas propostas para soluções de seus problemas, e o modo como, aos poucos, a paisagem física de São Paulo foi sendo escondida ou encoberta. Você conhece essa história?” | ” |

Na tentativa de fazer essa história mais clara, os imóveis foram divididos pela sua representatividade, levando em conta a tipologia da sua arquitetura quanto a época de sua construção, somadas à cenografia urbana. A área do Vale do Anhangabaú, que engloba a Praça do Patriarca, foi considerado um marco na paisagem da cidade e representa tendências minoritárias da arquitetura paulista.
Sua preservação reforça seu papel de polo cultural, lugar único de história, juntamente à conversação de seu conteúdo social, considerando seu valor histórico, social e urbanístico representado pelos vários modos de organização do espaço, em conjunto a seu significado paisagístico e ambiental ao longo da história da cidade de São Paulo.

## Estado atual
Localizada próxima a estação Sé, Anhagabaú e São Bento do metrô, a Praça é palco de ocupações artísticas como festivais, políticas, sendo ponto de encontro para militantes e manifestantes ou de moradia, onde a cobertura metálica do pórtico projetado por Paulo Mendes da Rocha também serve como teto aos habitantes de rua do Centro. Além disso, está localizada próxima ao Theatro Municipal, Galeria Prestes Maia, Edifício Matarazzo, Faculdade de Direito da USP, Largo São Francisco e a Praça Ramos de Azevedo, que também são símbolos da cidade de São Paulo.

## Galeria

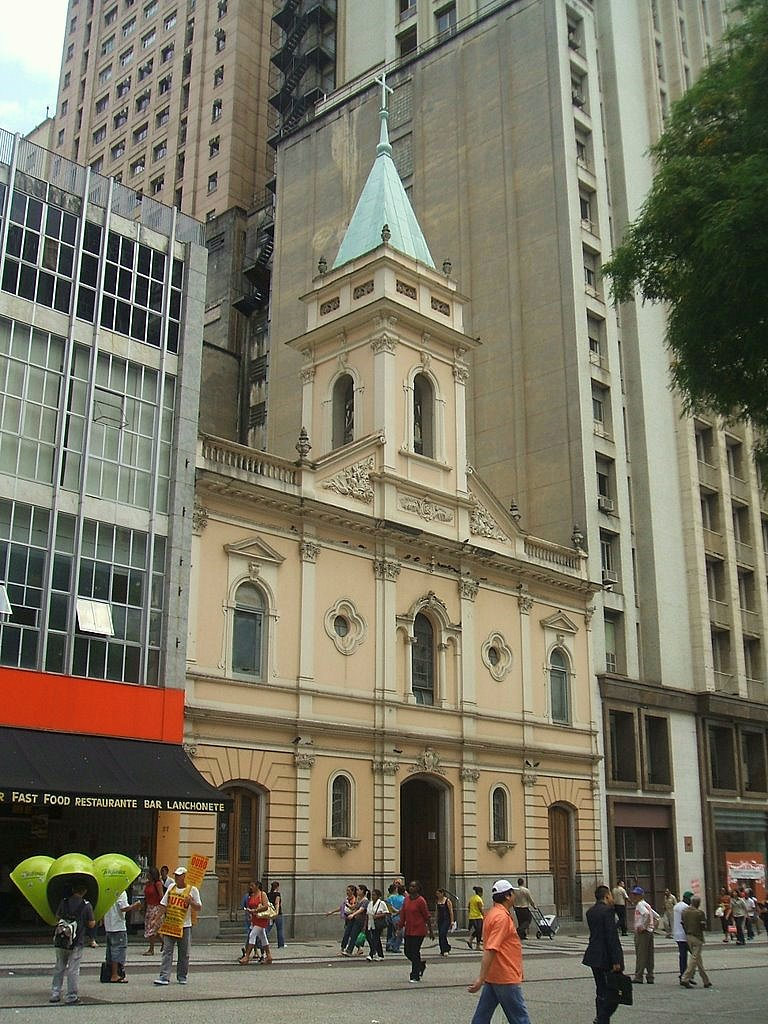
Praça do Patriarca, Igreja de Santo Antônio
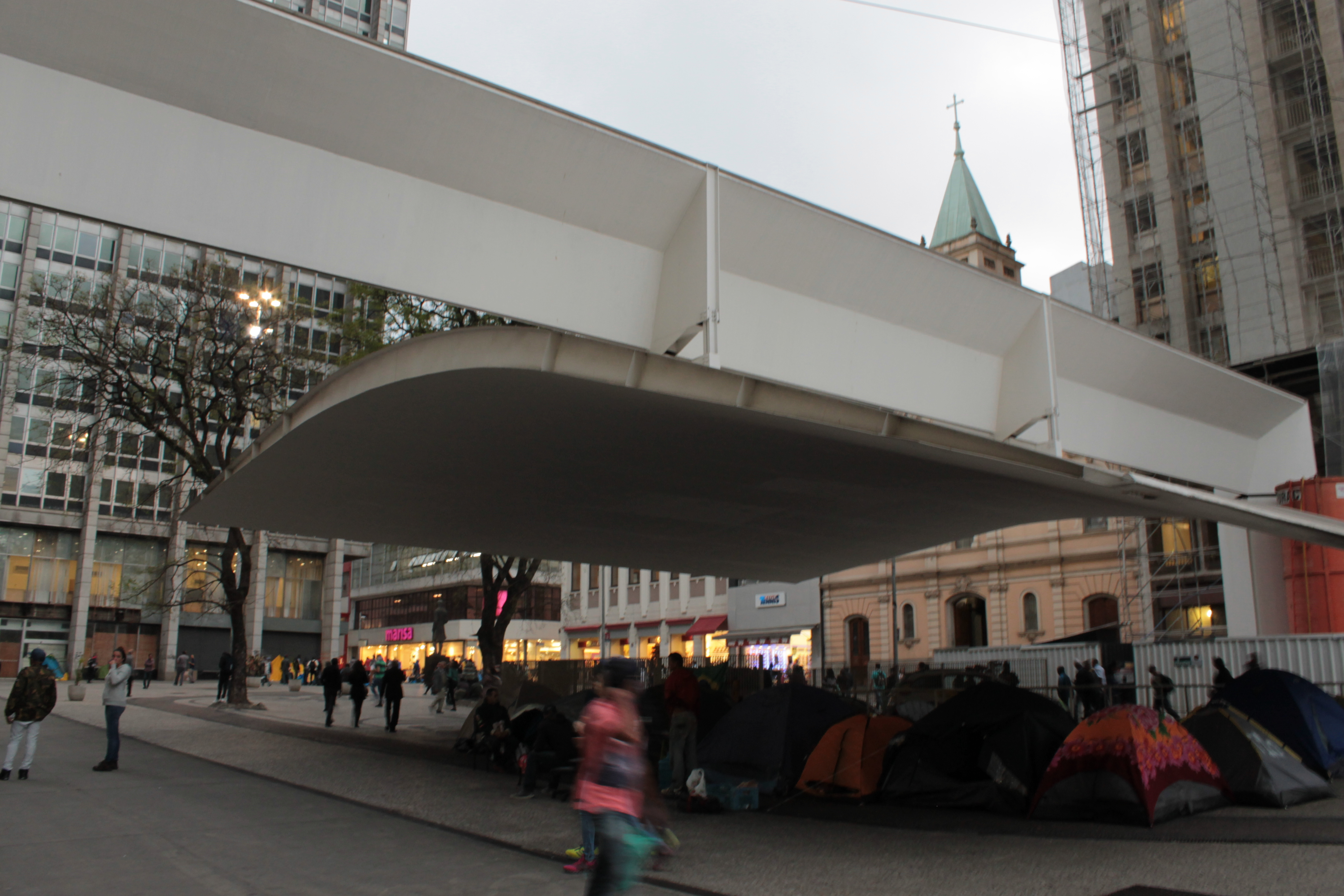
Praça do Patriarca com vista para o pórtico
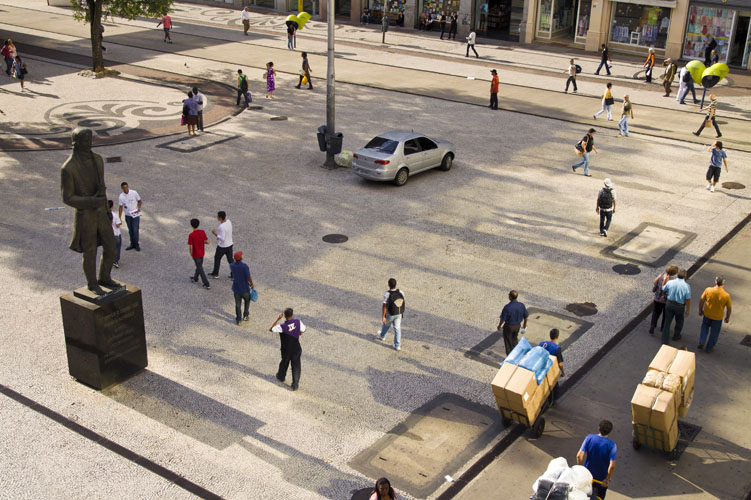
Praça do Patriarca vista de cima
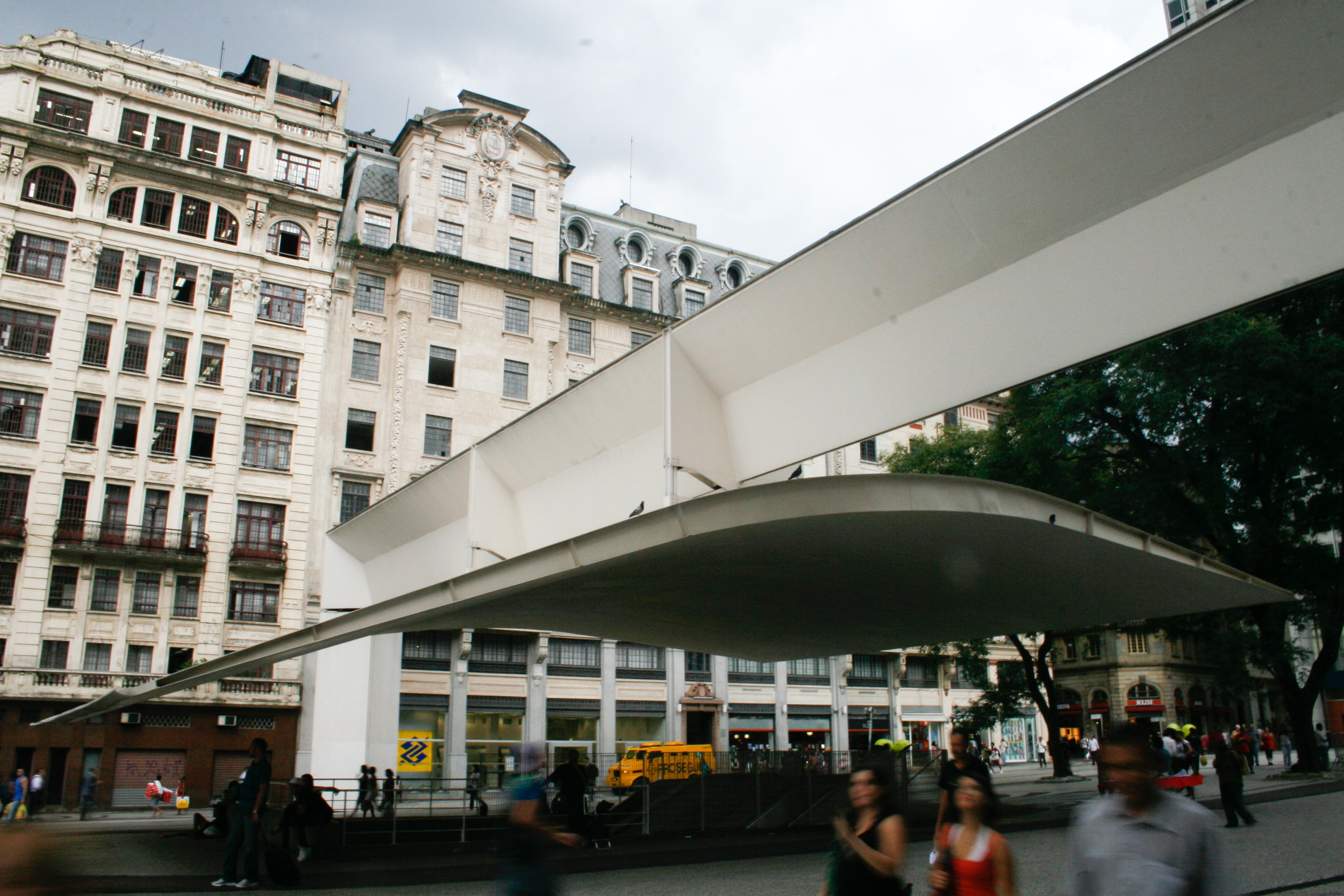
Cobertura da Galeria Prestes Maia, Paulo Mendes da Rocha
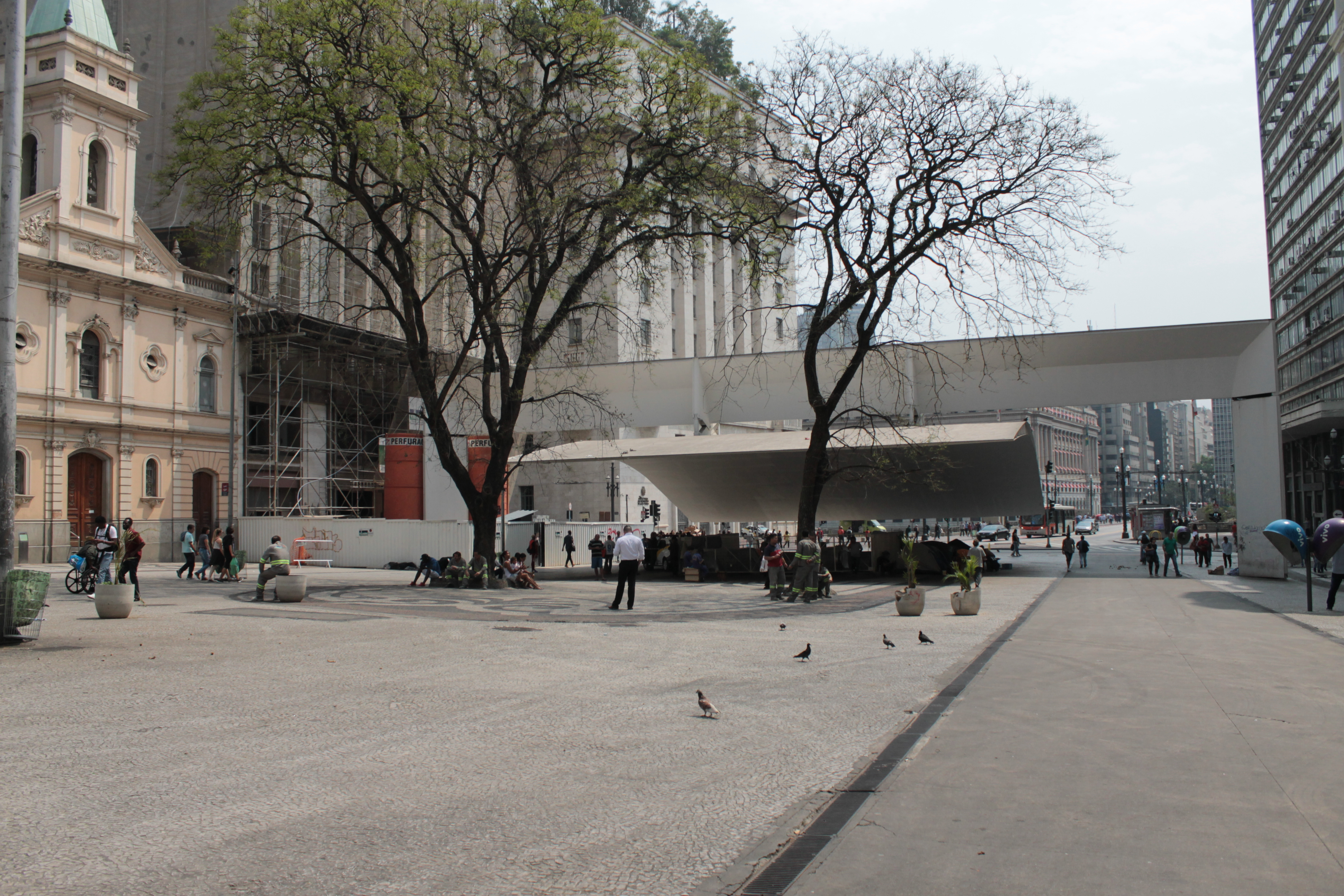
Praça do Patriarca